# Erebia tresojos
Erebia tresojos är en fjärilsart som beskrevs av Ribbe 1910. Erebia tresojos ingår i släktet Erebia och familjen praktfjärilar. Inga underarter finns listade i Catalogue of Life.